# 劇場 (又吉直樹)
『劇場』（げきじょう）は、お笑いタレントの又吉直樹による長編小説。『新潮』2017年4月号に掲載され、2017年5月に新潮社より単行本が刊行された。原稿用紙にして約300枚の長編で、又吉初の恋愛小説。前作の『火花』と同じく表現者の若者が東京での成功を夢見ながらも挫折していく青春小説の一面も見せる。
山﨑賢人主演で映画化され、2020年7月17日に公開された。

## あらすじ
売れない劇作家の主人公・永田は、女優を志し上京してきた大学生・沙希と知り合い、恋人となった彼女の家に転がり込む。

## 登場人物
永田（ながた）
友人である野原に触発されて演劇に興味をもち戯曲を書くようになった。高校卒業後上京し、野原と2人で劇団「おろか」を立ち上げ、脚本を書いている。
沙希（さき）
中学時代からずっと演劇部に所属していて、高校卒業後に女優を目指して青森から上京。服飾系の大学に通っている。
野原（のはら）
永田の中学時代からの友人。音楽・映画・文学・格闘技に詳しい。
戸田
劇団「おろか」の団員。金髪で長身。打ち上げや酒席では座の中心となる人物。
辻
劇団「おろか」の団員。坊主刈りで細身。
青山
劇団「おろか」の唯一の女性団員。野原がバイトしている居酒屋に客として訪れていたのが縁で入団。いつのまにか戸田と付き合っていた。
小峰
劇団「まだ死んでないよ」の脚本、演出を手がけている。永田と同い年。
田所
劇団「まだ死んでないよ」の団員。沙希が勤める居酒屋のバイト仲間。

## 書誌情報
- 劇場（2017年5月11日、新潮社、 ISBN 978-4-10-350951-6）
- 劇場（2019年8月28日、新潮文庫、ISBN 978-4-10-100651-2）

## 映画
2020年4月17日に松竹、アニプレックス配給で公開予定だったが、新型コロナウイルスの感染拡大と政府発表の「新型コロナウイルス対策基本方針」を受け公開は延期となり、公開時期も未定となった。6月25日、新たに配給が吉本興業となり、新たな公開日が7月17日に決定した。同日に、Amazonプライム・ビデオでも配信が開始された。なお実写邦画が劇場公開と同時に全世界独占配信されるのは初の試みである。監督は行定勲、主演は山﨑賢人と松岡茉優。

### キャスト
- 永田：山﨑賢人
- 沙希：松岡茉優
- 野原：寛一郎[15][16][17]
- 青山：伊藤沙莉[15][16][17]
- 上川周作[15][16][17]
- 大友律[15][16][17]
- 小峰：井口理 (King Gnu)[15][16][17]
- 三浦誠己[15][16][17]
- 田所：浅香航大[15][16][17]

### スタッフ
- 原作：又吉直樹『劇場』（新潮文庫）
- 監督：行定勲
- 脚本：蓬莱竜太
- 音楽：曽我部恵一[18]
- エグゼクティブプロデューサー：坂本直彦
- チーフプロデューサー：古賀俊輔
- プロデューサー：谷垣和歌子、新野安行
- アシスタントプロデューサー：清水理恵
- 音楽プロデューサー：田井モトヨシ
- キャスティングディレクター：杉野剛
- ラインプロデューサー：城内政芳
- 撮影：槇憲治
- 照明：中村裕樹
- 美術：相馬直樹
- 録音：伊藤裕規
- 編集：今井剛
- 装飾：田口貴久
- スタイリスト：高山エリ
- ヘアメイクデザイン：倉田明美
- 音響効果：岡瀬晶彦（J.S.A.）
- VFXスーパーバイザー：進威志
- スクリプター：工藤みずほ
- 助監督：木ノ本豪
- 制作担当：鎌田賢一、岡本健志
- 制作プロダクション：ザフール
- 配給：吉本興業
- 製作幹事：吉本興業
- 製作：「劇場」製作委員会

### 受賞
- 第63回 ブルーリボン賞[19]
  - 助演女優賞「伊藤沙莉」[注 1]